# Siechnowicze Wielkie
Siechnowicze Wielkie (biał. Сяхновічы Вялікія) – wieś na Białorusi w rejonie żabineckim obwodu brzeskiego.
Siedziba parafii prawosławnej pw. św. Mikołaja Cudotwórcy.
Gniazdo rodowe Kościuszków (Kostiuszków) herbu Roch III, znajduje się tu m.in. park podworski, cerkiew św. Mikołaja z XVIII wieku fundacji Kostiuszków.